# Henning Larsen Architects
Henning Larsen Architects es una firma de arquitectura con sede en Copenhague, Dinamarca. Fundada en 1959 por el renombrado arquitecto danés y homónimo Henning Larsen, que tiene alrededor de 300 empleados. En 2011, la empresa trabajó en proyectos en más de 20 países.

## Trayectoria
Después de haber trabajado tanto con Arne Jacobsen (1952-53) como con Jørn Utzon (1958), las dos figuras míticas de la arquitectura danesa del siglo XX, Henning Larsen (1925-2013), funda Henning Larsens Tegnestue en 1959. Con firmes raíces en la tradición del diseño Escandinavo, la oficina creció convirtiéndose en una de las más grandes de Dinamarca. El primer proyecto importante fuera de Escandinavia, fue el Ministerio de Asuntos Exteriores en Riad, que contribuyó al establecimiento del prestigio de la firma a nivel internacional.
En la década de los 80, Henning Larsen inició el diario de arquitectura SKALA y la galería del mismo nombre. Como profesor en la Real Academia de Bellas Artes, Henning Larsen ha tenido la oportunidad de invitar a grandes arquitectos internacionales, que fueron también entrevistados en SKALA, para dar conferencias en la Academia. Este diario llegó a tener una gran influencia en la nueva generación de arquitectos daneses que han adquirido una mayor visión internacional que antes. El diario ha existido durante 10 años.
En 2008 Henning Larsen Architects abrió una oficina en Riad, Arabia Saudita y en 2011 una oficina en Múnich, Alemania. La compañía también tiene oficinas en Oslo, Noruega, las Islas Feroe, y en Hong Kong, China.
Henning Larsen Architects es conocida por su patrimonio cultural y sus proyectos educativos. Entre ellos el Harpa Concert Hall y Centro de Conferencias de la ciudad de Reykjavik que fue seleccionado como uno de las diez mejores salas de concierto del mundo por la revista Británica Gramophone y ganó el Premio Mies van der Rohe 2013, que es el Premio de la Unión Europea de Arquitectura Contemporánea. Henning Larsen Architects ha diseñado también el edificio de la Ópera de Copenhague.

## Gestión de la firma
Hoy día Henning Larsen Architects es propiedad de un grupo de socios. El grupo de socios se compone de Mette Kynne Frandsen (CEO), Louis Becker, Werner Frosch, Viggo Haremst, Signe Kongebro, Jacob Kurek, Kasper Kyndesen, Nina La Cour Vender, Ingela Larsson, Sarah Müllertz Gudiksen, Lars Steffensen, Jakob Strømann-Andersen, Michael Sørensen, Peer Teglgaard Jeppesen, Søren Øllgaard, Osbjørn Jacobsen (Islas Feroe), Claude Bøjer Godefroy (Hong Kong), Elva Tang (Hong Kong), Aljohara Al-Saud (Riad).

## Investigación y sostenibilidad
Henning Larsen Architects tiene su propio Departamento de Investigación y Sostenibilidad dirigido por Signe Kongebro y Jakob Strømann-Andersen. El departamento toma parte activamente en las discusiones sobre el clima y la sostenibilidad y desarrolla diferentes herramientas de diseño basadas en los nuevos conocimientos en el campo.
Henning Larsen Architects ha empleado varios estudiantes de Doctorado de la Universidad Técnica de Dinamarca, que trabajan con diferentes proyectos relacionados con el diseño sostenible en Henning Larsen Architects. El objetivo de la colaboración es de implementar la sostenibilidad en el diseño del edificio y la construcción de los componentes en el comienzo de cada proyecto.

## Proyectos seleccionados

### Completados

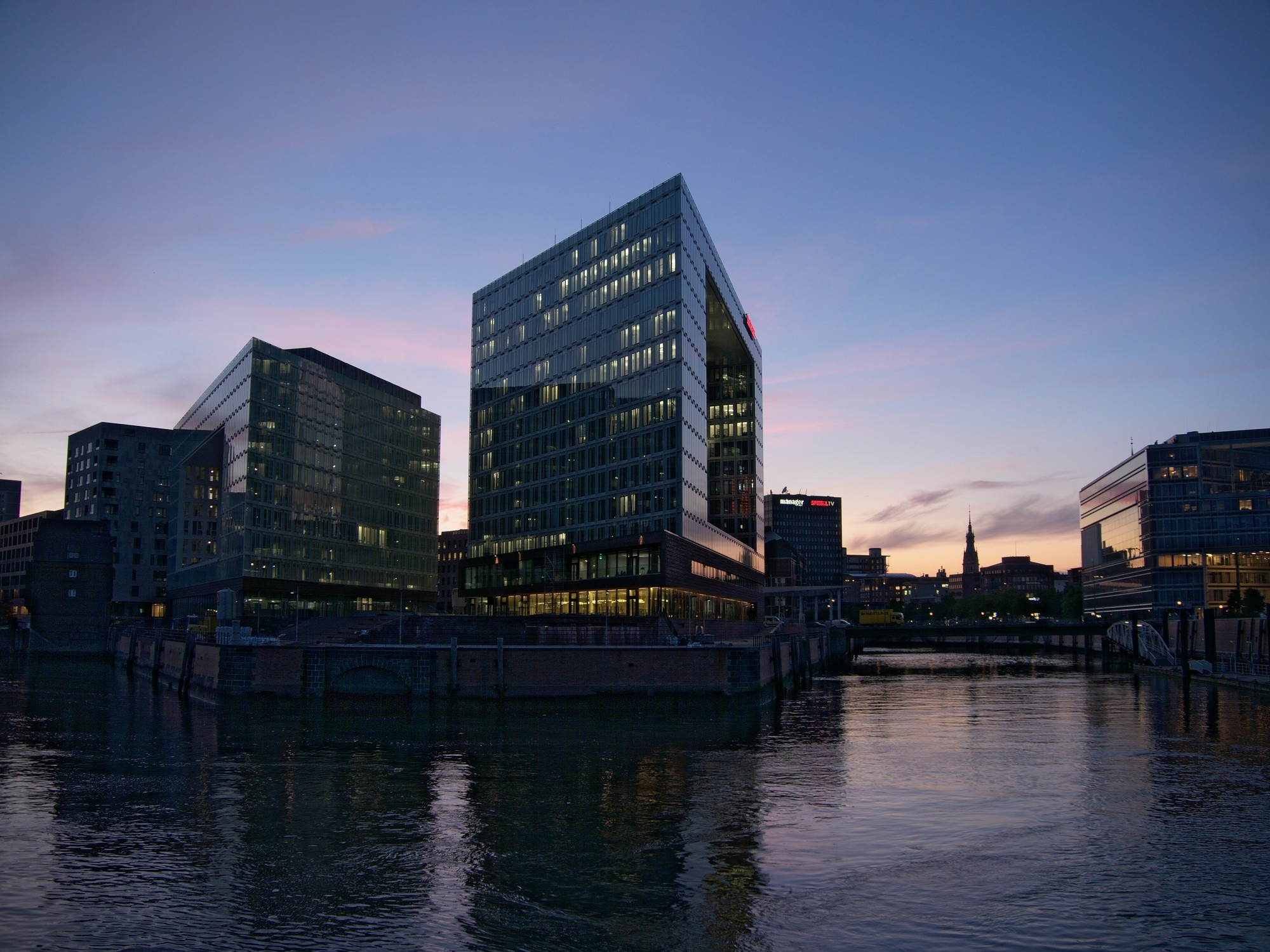
Casa Spiegel, Hamburgo, Alemania

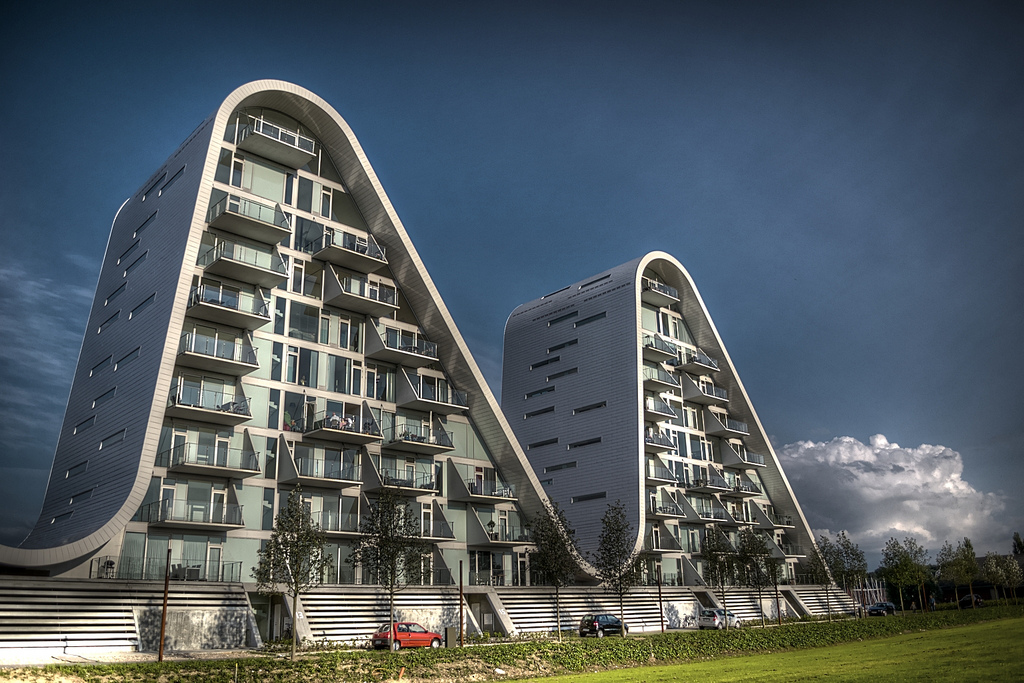
La Ola en Vejle, Vejle, Dinamarca

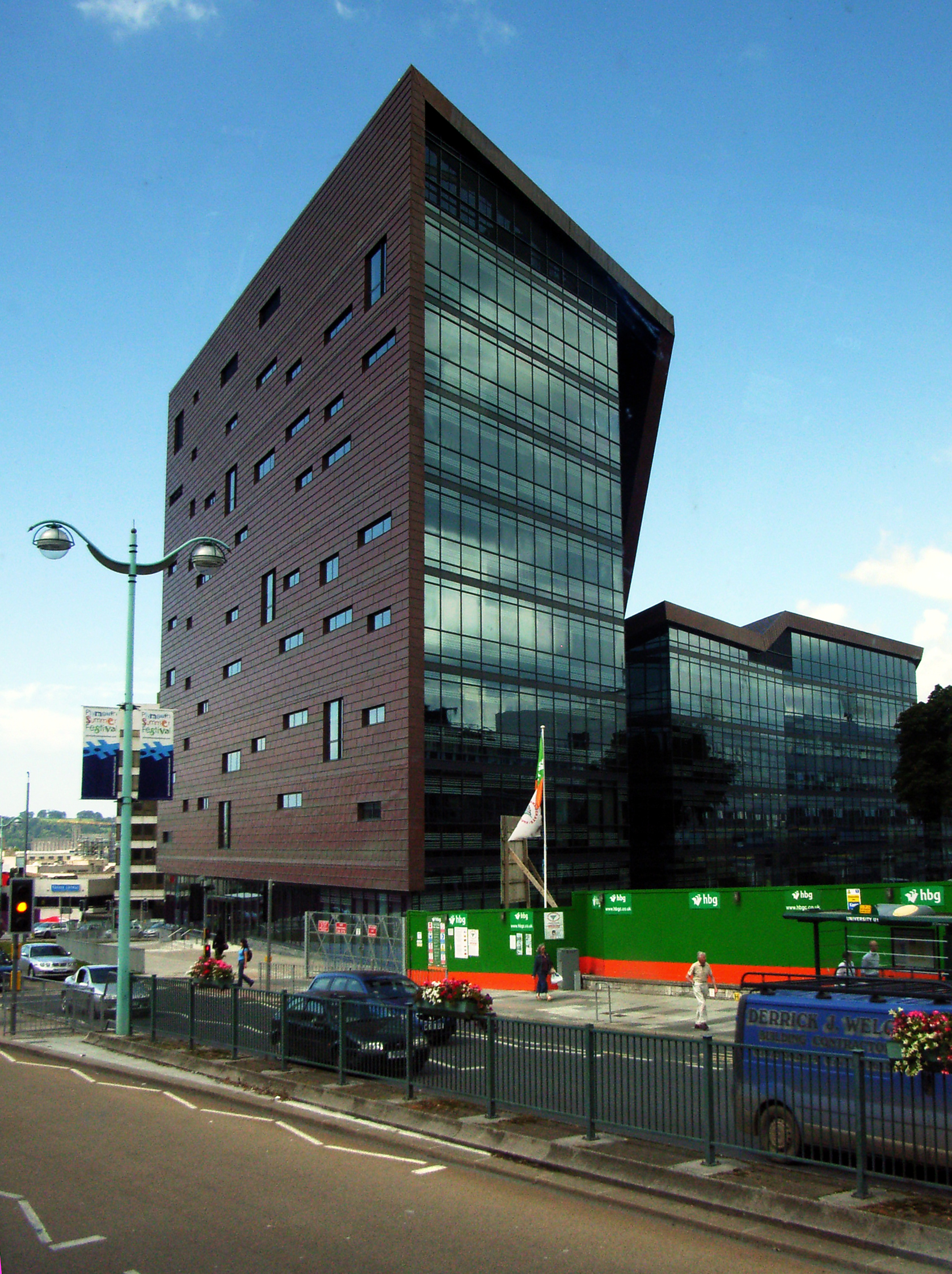
Edificio Roland Levinsky, Plymouth, Reino Unido

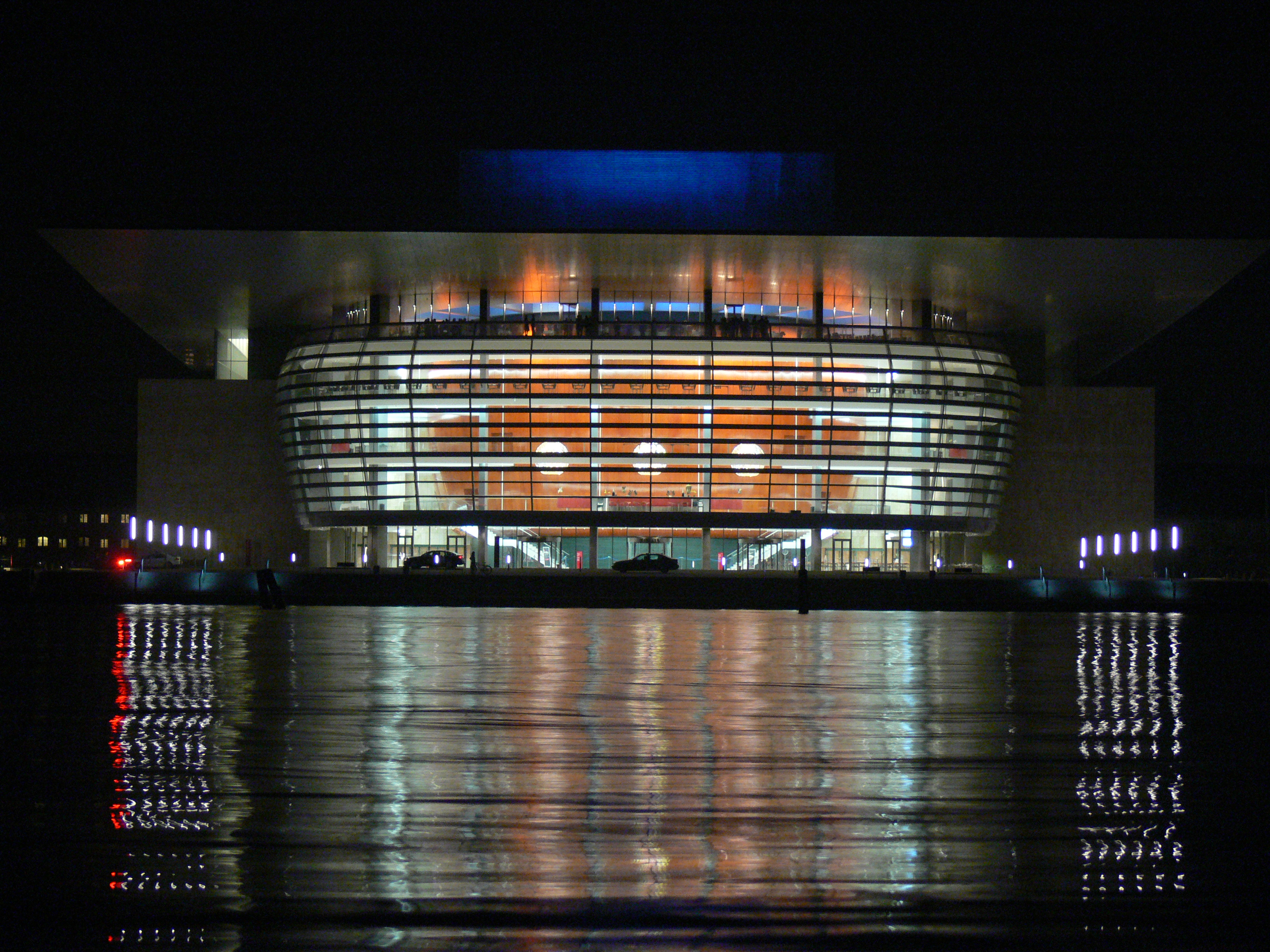
La Ópera de Copenhague, Copenhague, Dinamarca

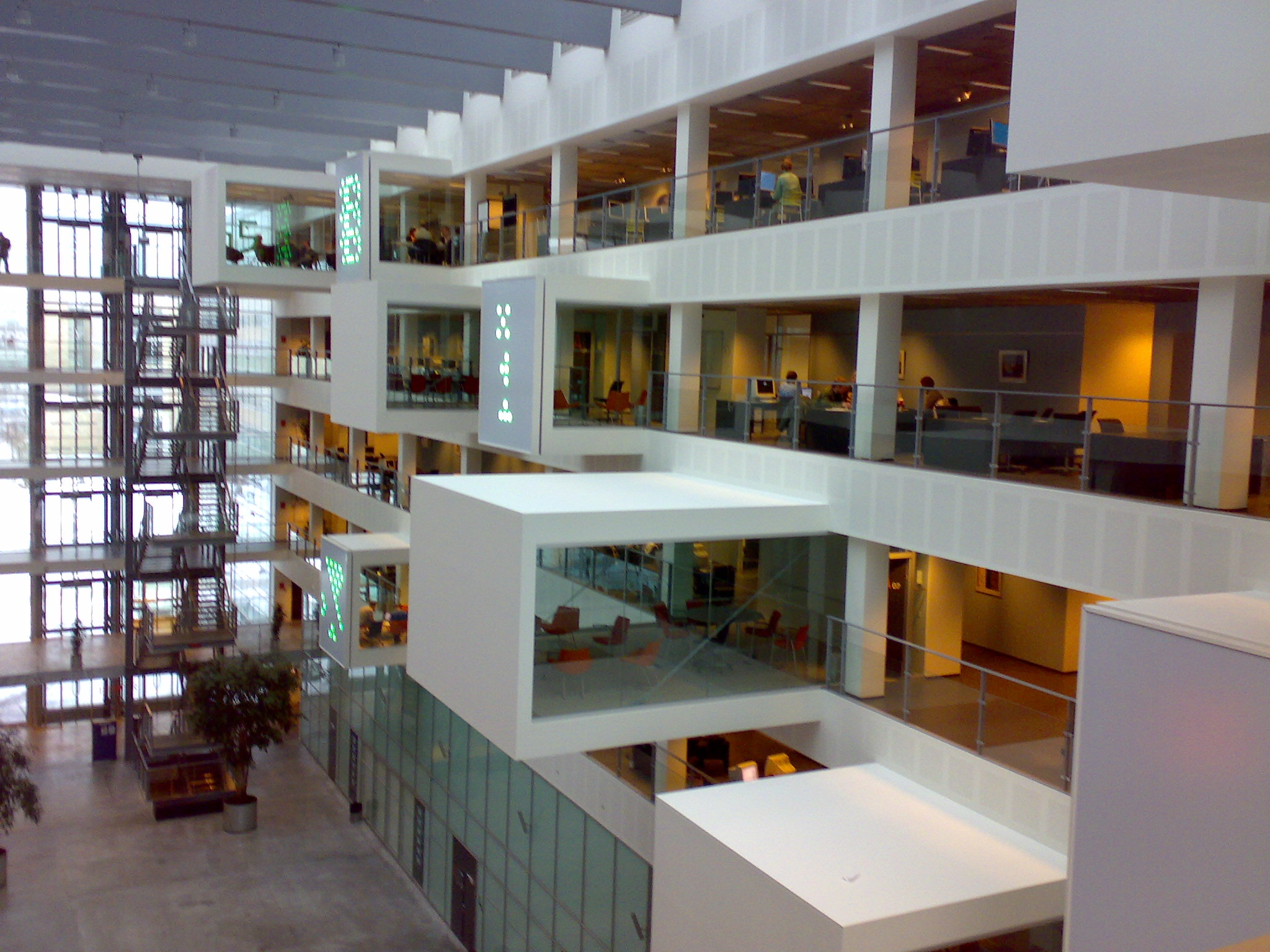
IT Universidad de Copenhague, Copenhague, Dinamarca

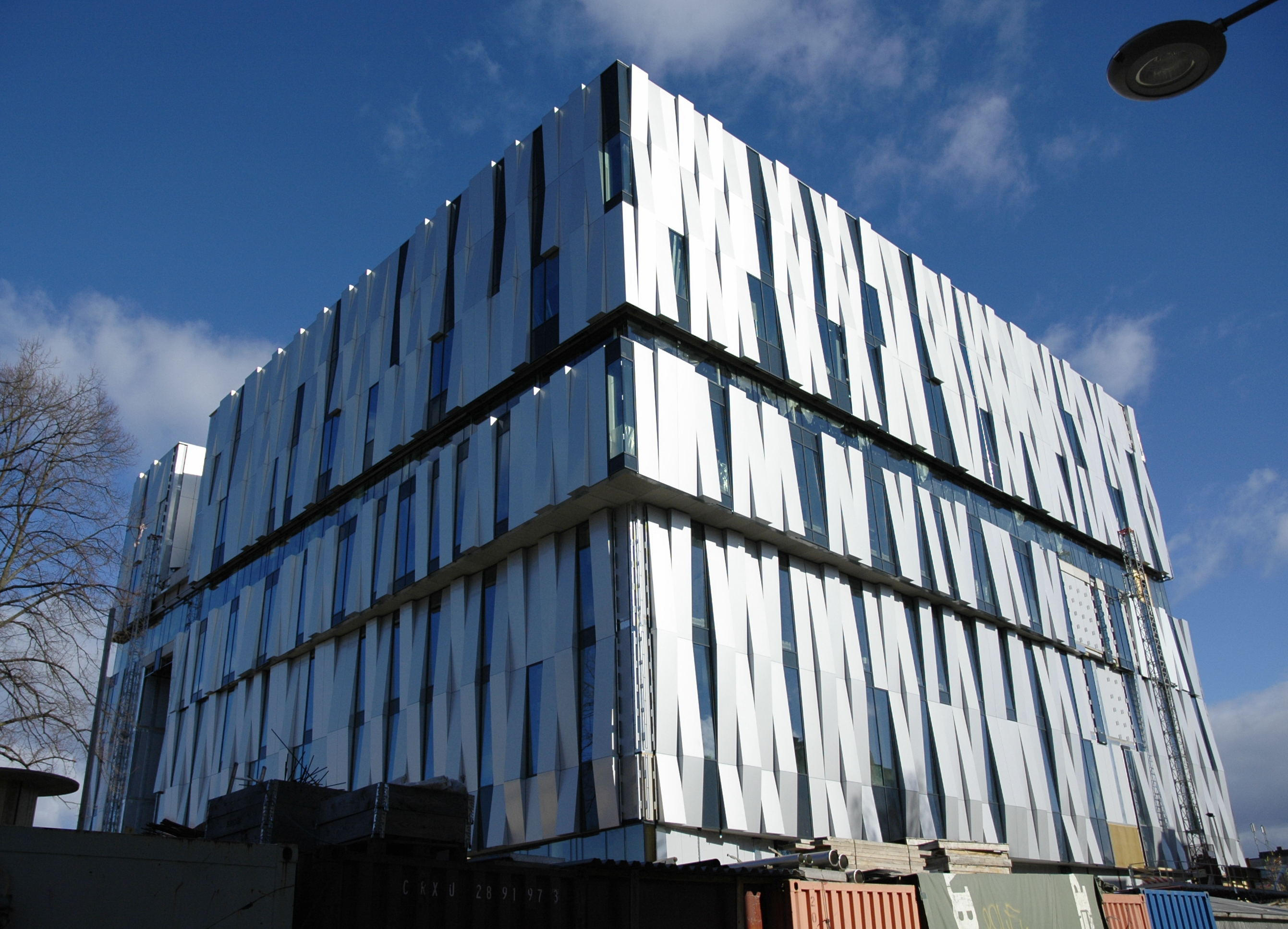
Uppsala Sala De Conciertos, Uppsala, Suecia

- Danish Embassy, Riad, Arabia Saudita (1979)
- Ministry of Foreign Affairs, Riad, Arabia Saudita (1984)
- Central Library, Gentofte, Dinamarca (1984–85)
- Dragvoll University Centre, Trondheim Noruega (1986–89)
- Copenhagen Business School, Frederiksberg, Dinamarca (1987)
- Nation Centre, Nairobi, Kenia (completed 1992)
- Danish Design Centre, Copenhague, Dinamarca
- Møller Centre for Continuing Education, Churchill College, Cambridge, UK (1992)
- Ny Carlsberg Glyptotek French Wing, Copenhague, Dinamarca (1997)
- Nordea Headquarters, Copenhague, Dinamarca (1999)
- Malmö City Library extension, Malmö, Suecia (1999)
- Radium Hospital extension, Oslo, Noruega (2000)[9]
- Ferring International Centre, Ørestad, Copenhague, Dinamarca (2001)
- IT University of Copenhagen, Ørestad, Copenhague, Dinamarca (2004)
- Copenhagen Opera House, Copenhague, Dinamarca (2004)
- Uppsala Concert & Congress Hall, Uppsala, Suecia (2007)
- Roland Levinsky Building, University of Plymouth, Plymouth, United Kingdom (2007)
- Jåttå Vocational School, Stavanger, Noruega (2009)[10]
- The Wave in Vejle, Vejle, Dinamarca (2009)
- Neroport, Ørestad, Copenhague, Dinamarca (2010)
- Scandinavian Golf Club, Farum, Dinamarca (2010)
- Umeå School of Architecture, Umeå, Suecia (2010)
- Town Hall, Viborg, Dinamarca (2011)
- Spiegel House, Hamburg, Germany (2011)[11]
- Harpa - Reykjavík Concert Hall and Conference Centre, Reykjavík, Iceland (2011)[12]
- Low-energy office building, Ballerup, Dinamarca(2011)[13]
- Umeå Arts Campus, Umeå, Suecia (2012)
- Skodsborg Spa & Fitness, Skodsborg, Dinamarca (2012)
- Art Pavilion, Videbæk, Dinamarca (2012)
- Campus Roskilde, Roskilde, Dinamarca (2012)
- Klostermark School, Roskilde, Dinamarca (2012)
- Moesgård Museum, Århus, Dinamarca (2013)
- Moesgård Museum extension, Århus, Dinamarca (u/c, completion 2014)
- King Abdullah Financial District, Riad, Arabia Saudita (u/c, completion 2013-2018)
- Calabar International Conference Center, Calabar, Nigeria (u/c, completion 2013)[14]
- Crystal Towers, King Abdullah Financial District, Riad, Arabia Saudita[15]
- Siemens Headquarters, Múnich, Germany (competition win, June 2011)[16]
- Egedal Town Hall, Egedal, Dinamarca (competition win, September 2012))[17]
- Ystad Arena, Ystad, Suecia (competition win. u/c, completion 2015]
- Frederiksbjerg School, Aarhus, Dinamarca (competition win. u/c completion 2016)

### En construcción
- Villas en el Cielo, Rey Abdullah Distrito Financiero, Riad, Arabia Saudita (inicio 2013)[18]
- Instituto de Estudios Diplomáticos, Riad, Arabia Saudita (inicio 2013)
- Nordea Sede, Copenhague, Dinamarca (competencia ganada, abril de 2012)[19]
- Cultural clúster, Klaksvík, Islas Feroe (competencia ganada, junio de 2012)[20]
- Centro de Investigación para la Energía Solar y de Hidrógeno, de Stuttgart, Alemania (competencia ganada, octubre de 2012)[21]
- Herlev Hospital de extensión, Herlev, Dinamarca (competencia ganada, iniciado 2017)
- Campus de Aas, Aas, Noruega (competencia ganada, inicio 2018)
- Fuente Europea de Neutrones por Espalación, Lund, Suecia (competencia ganada, febrero de 2013)[22]
- Vinge, Frederikssund, Dinamarca. (Masterplan, competencia ganada)
- Ayuntamiento, Kiruna, Suecia (competencia ganada, septiembre de 2013)[23]
- Foro Medicum, Lund, Suecia (competencia ganada, diciembre de 2015)[24]
- Carl H. Lindner College of Business, Cincinnati, UZ (competencia ganada, enero de 2016)[25]
- Escuela Internacional de Francés, Hong Kong, China[26]

## Premios
- 1987 International Design Award, London
- 1989 Aga Khan Award for the Ministry of Foreign Affairs in Riad[27]
- 1997 Kasper Salin Prize for Malmö City Library
- 2005 LEAF Award, Grand Prix for IT University of Copenhagen
- 2008 RIBA Award for Roland Levinsky Building[28]
- 2010 LEAF Award for The Wave (residential category)[29]
- 2010 IDA International Design Award (Architectural Design of the Year category) for Batumi Aquarium[30]
- 2011 Civic Trust Award for The Wave[31]
- 2012 Best Performance Space for Harpa - Reykjavik Concert Hall and Conference Centre, Travel + Leisure Design Awards
- 2012 Civic Trust Award for Harpa - Reykjavik Concert Hall and Conference Centre[32]
- 2013 Civic Trust Award for Umea Arts Campus[33]
- 2013 Architizer A+ Award (+Light category) for Harpa - Reykjavik Concert Hall and Conference Centre[34]
- 2013 European Union Prize for Contemporary Architecture for Harpa - Reykjavik Concert Hall and Conference Centre[35]
- 2013 Emirates Glass Leaf Award for   Harpa – Reykjavik Concert Hall and Conference Centre (Best Public Building - Culture)[36]
- 2013 Emirates Glass Leaf Award for Campus Roskilde (Best Public Building - Education & Research)[36]
- 2014 Civic Trust Award for Campus Roskilde[37]
- 2015 Civic Trust Award for Mosgaard Museum[38]
- 2015 The International Architecture Award for SDU Kolding Campus
- 2015 The International Architecture Award (The Chicago Athenaeum: Museum of Architecture and Design) for Moesgaard Museum
- 2015 LEAF Award in the category Urban Design for Vinge Train Station
- 2016 Green Good Design Award (The Chicago Athenaeum: Museum of Architecture and Design and The European Centre for Architecture Art Design and Urban Studies) SDU Campus Kolding[39]
- 2016 LEAF Future Building Awards in the category Under Construction for Kiruna City Hall
- 2016 AIA IR (The International Chapter of the American Institute of Architects) for SDU Campus Kolding
- 2016 AIA IR (The International Chapter of the American Institute of Architects) for Moesgaard Museum

## Exposiciones
- 1999 "The Architect's Studio" at Louisiana Museum of Modern Art, Humlebaek, Dinamarca
- 2011 "what if...?" at Utzon Center, Aalborg, Dinamarca.[40] The exhibition has also been displayed in Umeå, Munich and at Danish Architecture Centre as a part of the exhibition «In Dialogue with the World». Archivado desde el original el 24 de diciembre de 2013. Consultado el 11 de octubre de 2017.[41]